# Коты (район Чернигова)
Коты (укр. Коти) — исторически сложившаяся местность (район) Чернигова, расположена на территории Новозаводского административного района. Было центром Котовского сельсовета.

## История
Село Коты возникло перед 1638 годом — период основания ряда сёл оседлыми казаками черниговского старосты Мартына Калыновского, в этом же году упоминается в подымном реестре. В 1880 году был образован Халявинский уезд, в составе которого числилось село. Согласно изданию «Чернігівщина: Енциклопедичний довідник», село возникло в 1-й половине 19 века. Его земли с крестьянами длительное время принадлежали землевладельцам Полуботкам, Лашкевичам, Дурново.  
«Разстояніемъ отъ Чернигова в 6-ти, отъ села Масовновъ въ 1-й верстахъ; положеніе им±етъ на ровномъ м±ст± въ чистыхъ поляхъ, при дороги проселочной, р±ки здесь никакой н±тъ и обыватели воду им±ютъ изъ колодезей». По мнению Ю. Виноградского, «название связано с фамилией Кот (укр. кіт), которая и сейчас встречается».
С началом деятельности Черниговского уездного земельного отдела в феврале 1919 года в Котах была создана артель, но работа была приостановлена Гражданской войной.
В 1933 году в селе Коты была расположена единственная машинно-тракторная станция в Черниговском районе, созданная в период коллективизации.
Согласно справочнику «Українська РСР. Административно-теріторіальний поділ на 01 вересня 1946 року» село числилось в составе Котовского сельсовета (также входили Масаны), затем согласно справочнику «Українська РСР. Административно-теріторіальний поділ на 01 січня 1972 року» село числилось в составе Котовского сельсовета (также входили Деснянка, Масаны, Забаровка).
Почти 150 жителей села воевали на фронтах Великой Отечественной войны, 90 из них — награждены орденами и медалями Советского Союза, генерал-майор Пётр Петрович Авдеенко удостоенный звания Герой Советского Союза.
В декабре 1973 году село Коты Черниговского района было включено в состав города. На 1973 год в селе насчитывалось 470 дворов и 1700 жителей. Действовали начальная школа, клуб, библиотека, фельдшерско-акушерский пункт, отделение совхоза. Насчитывается 19 улиц и переулков. 

## География
Район Коты расположен в северо-западной части Чернигова — непосредственно западнее проспекта Мира. Застройка преимущественно усадебная, частично малоэтажная жилая (несколько 2-этажных домов). Кроме того здесь расположены промышленные, транспортные, строительные предприятия.
На севере к району примыкает улица Неборака и территория строительных организаций, юге — улица Литовская и территории коммунальных и промышленных предприятий, западе — улица Генерала Авдеенко, пастбища, территории строительных и промышленных предприятий, востоке — проспект Мира и территории коммунальных предприятий. 
Местность расчленена балками, в понижениях которых протекают ручьи, впадающие в реку Стрижень. На ручьях есть пруды и запруды, крупнейший из которых расположен у перекрёстка улицы Тычины и переулка Тычины. Кроме того, есть пруд по улице Коробко. Ручьи протекают вдоль застройки (1) переулка Тычины, (2) улицы Коробко и (3) Литовской улицы.  Крупнейшая балка вытянута с запада на восток, расположенная между улицей Шевцовой и переулком Тюленина, которая затем тянется по урочищу Берёзовый ров (лесопарку Берёзовая роща).
На северной окраине Котов — северо-западнее перекрестка улиц Владимира Дрозда и Мозырской — расположено местное кладбище. 
|              |                |                                       |                                        |
| улица Тычины | улица Тюленина | пруд безымянного ручья (улица Тычины) | пруд безымянного ручья (улица Коробко) |

### Улицы
После вхождения Котов в черту города Чернигова улицы для упорядочивания наименований были переименованы, например, Вишнёвая на Генерала Авдеенко, Шевченко на Тычины, Олега Кошевого на Тюленина.
Улицы: Генерала Авдеенко, Григория Сурабко, Громовой, Коробко, Литовская, Мозырская, Николая Неборака, Смирнова, Тюленина, Тычины, Ударная, Шевцовой; переулки: Громовой, Мозырский, Смирнова, Тюленина, Тычины.

## Социальная сфера
Нет школ и детских садов. Ранее была начальная школа № 25 по улице Тычины. 
Есть библиотека, магазины продовольственные и непродовольственные.

## Транспорт
- Троллейбус: маршруты 3, 4, 9, 9А, 10 — по проспекту Мира
- Автобус: маршруты 30 — по улице Тычины; 2, 2а, 22, 33, 42 — по проспекту Мира

## Известные уроженцы
- Пётр Петрович Авдеенко — Герой Советского Союза[9]

- Николай Маркович Давиденко (1935—2004) — ученый, профессор ЮНЕСКО.